# نتساريم
نتساريم (بالعبرية: נְצָרִים) كانت مستوطنة إسرائيلية محصنة جداً في غرب قطاع غزة تقع حوالي 5 كم جنوب غرب مدينة غزة. في أغسطس 2005، اضطر الجيش الإسرائيلي لإجلاء سكان نتساريم تحت وطأة المقاومة الفلسطينية في القطاع كجزء مما تسمية إسرائيل بخطة فك الارتباط الأحادية. كانت إسرائيل منذ عام 1967 تحتل قطاع غزة وتغتصب أراضٍ فلسطينية داخل القطاع لإنشاء مستوطنات إسرائيلية تهدف لخلخللة الديموغرافيا السكانية للقطاع. أنشأت نتساريم ضمن مجمع مستوطنات غوش قطيف، وكانت واحدة من الـ 21 مستوطنة المكونة لكتلة غوش قطيف.

## تاريخ
أقيمت مستوطنة نتساريم في العام 1972، واليوم هي عبارة عن أطلال لا يسكنها أحد (منطقة مهجورة). كانت تقع في وسط قطاع غزة وكانت منقطعة عن كل كتلة استيطانية صهيونية أخرى. بدأت كواحدة من مستوطنات ناحال (مستوطنات الرواد الشباب) العلمانية تتبع لحركة هاشومير هاتزير (الحراس الشباب). في عام 1984 تحولت لكيبوتس أرثوذكسي. بعد بضع سنوات، قرر المستوطنون تحويلها من كيبوتس إلى قرية. وغالبًا ما كان يشار إليها في وسائل الإعلام بأنها معقل للصهيونية الدينية. وعمل المستوطنون في نتساريم علي زراعة المانجو والكروم، وزراعة اليام (البطاطا) وطماطم الكرز في الصوبات الزراعية (الدفيئات الزراعية)، والأترج اليوناني. وقد تطورت المؤسسات التعليمية للمستوطنة مستقلة بذاتها عن كتلة مؤسسات غوش قطيف بسبب موقعها المعزول والهجمات الفلسطينية المكثفة على المسار الوحيد لحركة السيارات منها وإليها خلال انتفاضة الأقصى. خلال السنوات القليلة الأخيرة قبل إخلائها، لم يُسمح بالتنقل من وإلى نتساريم إلا بوجود مرافقين مسلحين عسكريين.

## محصنة وإجراءات أمنية مشددة
كانت نتساريم محاطة بوسائل دفاعية من كل اتجاهاتها. وكذا المنطقة الزراعية لنتساريم، المنفصلة عن المستوطنة نفسها، كانت تعتبر جزء من مجال الحماية للجيش الصهيوني.
وفي محيط المستوطنة كانت تنتشر أكثر من عشرة مواقع حراسة، يشغلها جنود على مدى 24 ساعة في اليوم. ولهذا السبب كانت نتساريم تحت حماية كتيبة مشاة بشكل مستمر، وكانت هناك سرية دبابات ترابط في المكان.
كان الجيش الصهيوني يؤكد أن الدفاع عن المستوطنة يستوجب نظام قوات مكون من كتيبة وربما أكثر. وحسب ضابط كبير: استوجب الاحتفاظ في المكان بقوات كثيرة، وذلك بسبب انقطاع المستوطنة حيث لا تتواجد إمكانية لتعزيز القوات في وقت قصير عند الحاجة. فمثلا، رحلة في دبابة من حدود القطاع حتى نتساريم تستغرق نحو نصف ساعة (30 د). «لا يعني هذا أنه يوجد قبالة المستوطنة قوات كوماندو سورية»، كما يقول الضابط الكبير:«ولكن انقطاعها يتطلب نظام قوات كبيرة». وأضيف لنشاط الحراسة والنشاط الميداني في مجال نتساريم كتيبة لمرافقة المدنيين من نتساريم إلى معبر كارني في حدود القطاع وبالعكس. فسكان نتساريم لم يسمح لهم بالتنقل من وإلى منازلهم في سياراتهم الخاصة. كانت كل رحلة من وإلى المستوطنة تجري في باصات محصنة أو في شاحنات سفاري، بمرافقة الجنود.

## وأقل المستوطنات اقتحاماً
على مدار السنوات الثلاثة الأولى للانتفاضة الأولى كانت هذه المستوطنة محصنة جداً، حيث لم تتعرض سوى لبضع عمليات اقتحام، كان أبرزها حينما هاجم فدائي من «سرايا القدس» الذراع العسكري لحركة الجهاد الإسلامي يدعى أحمد خزيق في 29 آذار (مارس) 2002 هذه المستوطنة، وقتل اثنين من المستوطنين قبل أن يستشهد، كما حاول كذلك اثنان من كتائب القسام، الذراع العسكري لحركة المقاومة الإسلامية "حماس" وهما: بلال شحادة، ومحمد حلس في 11 من آذار (مارس) 2002 دخول المستوطنة واشتبكا مع دورية عسكرية على مشارفها واستشهدا، وكذلك حاول محمود شلدان من «سرايا القدس» في الثاني من كانون أول (ديسمبر 2002) اقتحام المستوطنة واستشهد. وتعتبر عملية الجمعة الفدائية 24-10-2003 من أنجح العمليات التي نفذت ضد تلك المستوطنة الحصينة والتي فرضت عليها حراسة مشددة باستخدام تقنيات عالية، إلى جانب تمشيطها باستمرار وإعلان حالة الاستنفار جراء سماع أي حركة في محيطها.

## المقاومة الفلسطينية تهاجمها مراراً
مع بداية انتفاضة الأقصى قتل تسعة جنود صهاينة في الدفاع عن مستوطنة نتساريم: في أيلول (أفريل) 2000 تم تشغيل عبوة ناسفة نحو قافلة صهيونية بجوار نتساريم وقتل جندي واحد. وفي شباط 2002 قتل ثلاثة جنود صهاينة بعد أن مرت دبابة كانوا يستقلونها على عبوة بجوار محور كارني - نتساريم. في آذار من ذات العام طعن جندي على يد فدائي فلسطيني. وفي تشرين الثاني 2002 قتل جندي عندما كانت قوة من الجيش الصهيوني في دورية في المنطقة وأصيبت بعبوة ناسفة. يوم الجمعة 24 من شهر أكتوبر عام ألفين وثلاثة (2003) قتل ثلاثة جنود صهاينة بعد أن تسلل فلسطينيان إلى قاعدة الجيش الصهيوني في المستوطنة وأطلقا النار عليهم فأردوهم قتلى. في أعقاب الحادثة الدموية في نتساريم خرج نواب من اليسار بنداء متجدد لإخلاء المستوطنة وفورا.

## الإخفاقات في حراسة المستوطنة
سكرتير عام حزب العمل الصهيوني أوفير بينس توجه إلى رئيس الكنيست بطلب لإجراء نقاش سريع في لجنة الخارجية والأمن في موضوع نتساريم واستدعاء وزير الحرب الصهيوني إلى النقاش. وحسب بينس فإنه يجب فحص الإخفاقات في الحراسة حول نتساريم وإعادة النظر: هل يوجد اضطرار لمواصلة تعريض حياة الجنود الحارسين للمستوطنة المنعزلة للخطر، وكذا تعريض حياة المستوطنين أنفسهم للخطر أيضا؟.
أما رئيس كتلة ميرتس، النائبة زهافا غليئون فقالت: إنه «بدلا من دفع ثمن دموي يجب الإخلاء الفوري لنتساريم، فلا يوجد أي تبرير لإبقاء عائلات معدودة من المخربين في المنطقة الأكثر اكتظاظا في العالم، بل وإرسال الجنود للدفاع عن هذا القصور السياسي والأمني».
وانضم إلى الدعوات أيضا النائبة ميلي بوليشوك - بلوخ من كتلة شينوي، التي قالت: «ان العملية في نتساريم تثبت مرة أخرى لمن لا يزال يحتاج إلى الإثبات، بأنه حان الوقت لإخلاء نتساريم. لا يوجد أي تبرير لأن يقتل أبناؤنا وبناتنا في الدفاع عن حفنة أشخاص متزمتين».

## المطالبة بإخلائها
وكانت أصوات كثيرة داخل الدولة العبرية طالبت بإخلاء مستوطنة «نتساريم» حيث يعتبرها حزب العمل موقعا أمنيا ساقطا، في حين يرى رئيس الوزراء الليكودي آرائيل شارون وحزبه اليميني بأنها في مكانة تل أبيب ولن يتنازل عنها أبدا ويوفر الحماية والدعم لها.
وفي هذا السياق قال رئيس حزب العمل الصهيوني السابق، عمرام متسناع، في معرض تعليقه على العملية الفدائية في المستوطنة: إنه «في هذا الوقت العصيب بالذات، يبدو أنه لا توجد حكومة في إسرائيل. يتعين على كل أم عبرية أن تسأل نفسها: لماذا يسقط أبناؤنا وما الذي يجعلنا نبقى في نتساريم؟». في حين قال رئيس حزب العمل الحالي، شمعون بيريز: إنه «يجب ملاحقة الجناة والقبض عليهم وتقديمهم للمحاكمة، بدون أي علاقة بالجدل الدائر حول ضرورة البقاء في نتساريم أو عدمه».
وقال أحد الضباط الصهاينة: «بسبب تسلل مخرب ليس صحيحا المغادرة فورا، ولكن يجب النظر فيما إذا كان من الصحيح على الإطلاق البقاء هناك» وحسب الضابط، فإن المزيد من الضباط أعربوا عن آرائهم في موضوع أنظمة القوى المستخدمة للدفاع عن المستوطنة المنعزلة. ولهذا- حسب هذا الضابط- فانه يجب إعادة النظر هل من الناحية الاستراتيجية كان سيبنى هناك موقع عسكري؟ وإذا كانت الإجابة: لا. فإن عليه أن يوصي المستوى السياسي بأن يتخذ في التوقيت المناسب قرارات شجاعة.
ولا يزال يحوم فوق رأس الضابطية العليا في الجيش الصهيوني قول رئيس الأركان يعلون في كانون الأول 2002، والذي قضى بأن إخلاء مثل هذه المستوطنة سيكون بمثابة «روح تعزيز» للإرهاب، وتوفير كتيبة من شأنه أن يؤدي إلى استثمار قوات أكبر بكثير في التصدي لنتائج الإخلاء. ولعل هذا القول آخذ بالتصدع. فالمزيد المزيد من الضباط، ولا سيما في الرتب المتوسطة، يتجرأون على القول: إنه لا داع لتعريض حياة الكثير من الجنود هناك للخطر، وحتى لو لم تخل المستوطنة تحت ضغط (الإرهاب) فإنه تعود التساؤلات لتطرح نفسها حول بقائنا هناك.
ومع ذلك، فان ضابطا كبيرا آخر يقول: إن بقاءنا هناك هو قرار استراتيجي هام يتيح للجيش السيطرة على ما يجري في الجانب الفلسطيني، ولهذا فهو صحيح من ناحية احتياجات الجيش. «فعندما يكون الموضوع الأمني وحده هو الذي يمثل أمام ناظرينا، فمن الواضح أن مكوثنا داخل جيب يسهل علينا ويتيح لنا العمل داخل المنطقة الفلسطينية. كما إنه يصعب على الفلسطينيين نقل وسائل قتالية من رفح إلى شمالي القطاع، ولهذا فعندما يجري الحديث عن أهمية أمنية - فإن في المكوث هناك منطقا».

## الثمن الدموي للبقاء فيها
كتل اليسار في الكنيست الصهيوني طرحت مسألة الثمن الدموي للبقاء في نتساريم، بل إن حزب العمل طلب إجراء نقاش للموضوع في لجنة الخارجية والأمن. وقال عضو الكنيست الصهيوني عمرام متسناع (من العمل): إنه في هذه اللحظة الصعبة، حين يخيل ألا وجود لحكومة في (إسرائيل)، يجدر بكل أم عبرية أن تسأل نفسها: لماذا يسقط أبناؤنا؟وماذا نفعل في نتساريم؟.
أما النائب ران كوهين من ميرتس فقال: إن «المسؤولية عن موت أبنائنا هناك هي على عاتق شارون وموفاز، اللذين يأمران الجيش الصهيوني بالدفاع عن مجموعة صغيرة غريبة الأطوار». أما في نتساريم فقالوا أمس: «ان من أقام نتساريم هم اليسار، كجزء من مشروع آلون». وقال رئيس مجلس استيطان شاطئ غزة، افنير شمعوني: «إن الاستيطان في الدولة العبرية هو الذي يقرر حدودها الأمنية...نتساريم تدافع عن جنوب البلاد، ومجرد وجودها يؤثر على النشاط في مدينة غزة وفي مخيمات اللاجئين في وسط القطاع. من الناحية الاستراتيجية فإن لنتساريم أهمية من الدرجة الأولى».

## إخلاؤها
تقدمت القوات الإسرائيلية عام 2005 للبدء بإخلاء نتساريم آخر المستوطنات اليهودية في قطاع غزة لتكمل إجلاء سريعا من شأنه أن ينهي 38 عاما من الاحتلال وبالاتفاق مع الفلسطينيين بدأت القوات الإسرائيلية إزالة منازل في المستوطنات الخالية لكنها ستترك المباني العامة. تحت اشراف رئيس الوزراء الإسرائيلي شارون.